# Horst Bredekamp
Horst Bredekamp, né le 29 avril 1947 à Kiel, est un historien de l'art allemand.

## Biographie
Horst Bredekamp étudie l'histoire de l'art, l'archéologie, la philosophie et la sociologie à Kiel, Munich, Berlin et Marbourg. En 1974, il obtient son doctorat à la Philipps-Universität Marburg avec une thèse sur l'art en tant que moyen de conflits sociaux, en particulier le Bilderkämpfe de l'Antiquité tardive à la révolution hussite.
Il travaille d'abord comme volontaire au Liebieghaus de Francfort-sur-le-Main, puis, à partir de 1976, en tant qu'assistant au département d'histoire de l'art à l'Université de Hambourg. En 1982, il est nommé professeur à Hambourg.
Il préside la commission chargée de statuer sur l'authenticité de l'exemplaire new-yorkais du Sidereus nuncius de Galilée mais celle-ci se fait jouer par le faussaire italien Massimo de Caro avant que l'historien des sciences Nick Wilding (en) ne démontre que c'est un faux et que la supercherie soit dévoilée. 

## Publications

### Monographies
- Kunst als Medium sozialer Konflikte. Bilderkämpfe von der Spätantike bis zur Hussitenrevolution (= Edition Suhrkamp, Band 763). Suhrkamp, Frankfurt am Main 1975 (Dissertation Universität Marburg, Fachbereich Neuere Deutsche Literatur und Kunstwissenschaft, 1974, 405 Seiten, 34 Illustrationen, unter dem Titel: Kunst als Medium sozialer Konflikte, Bilderkämpfe zwischen 300 und 1430).
- avec Herbert Beck et Wolfgang Beeh: Kunst am Mittelrhein um 1400, Frankfurt am Main (Liebieghaus) 1975.
- Vicino Orsini und der heilige Wald von Bomarzo. Ein Fürst als Künstler und Anarchist, avec des photographies de Wolfram Janzer. 2 Vol. Worms (Wernersche Verlagsgesellschaft) 1985. 2. vers. retravaillée 1991.
- Botticelli: Primavera. Florenz als Garten der Venus. Frankfurt am Main (Fischer) 1988; Neuausgabe Berlin (Wagenbach) 2002.
  - Sandro Botticelli, le Printemps. Florence, jardin de Vénus, Saint-Pierre de Salerne (G. Monfort) 2000 (trad. de l'allemand par Cécile Michaud)
- Antikensehnsucht und Maschinenglauben. Die Geschichte der Kunstkammer und die Zukunft der Kunstgeschichte, Berlin (Berlin) 1992.
  - La nostalgie de l'antique : statues, machines et cabinets de curiosités , Paris, New York (Diderot) 1996 (trad. de l'allemand par Nicole Casanova)
- Florentiner Fußball. Die Renaissance der Spiele. Calcio als Fest der Medici, Frankfurt am Main (Campus) 1993; veränderte Ausgabe Berlin (Wagenbach) 2001.
  - Une histoire du calcio. La naissance du football, Paris (Frontières) 1998 (trad. de l'allemand par Nicole Casanova)
- Repräsentation und Bildmagie der Renaissance als Formproblem, München (Carl Friedrich von Siemens-Stiftung) 1995.
- Sankt Peter in Rom und das Prinzip der produktiven Zerstörung. Bau und Abbau von Bramante bis Bernini, Berlin (Wagenbach) 2000.
- Thomas Hobbes visuelle Strategien. Der Leviathan: Urbild des modernen Staates. Werkillustrationen und Portraits, Berlin (Akademie) 1999. Stark veränderte Neuausgabe unter dem Titel Thomas Hobbes: Der Leviathan. Das Urbild des modernen Staates und seine Gegenbilder. 1651-2001, Berlin (Akademie) 2003.
  - Stratégies visuelles de Thomas Hobbes. Le Léviathan, archétype de l'État moderne, illustration des œuvres et portraits, Paris (Maison des Sciences de l'Homme) 2003 (trad. de l'allemand par Denise Modigliani)
- Die Fenster der Monade. Gottfried Wilhelm Leibniz’ Theater der Natur und Kunst, Berlin (Akademie) 2004.
- Darwins Korallen. Die frühen Evolutionsdiagramme und die Tradition der Naturgeschichte, Berlin (Wagenbach) 2005.
  - Les coraux de Darwin. Premiers modèles de l'évolution et tradition de l'histoire naturelle, Paris (Les Presses du réel), 2008 (trad. de l'allemand par Christian Joschke)
- Bilder bewegen. Von der Kunstkammer zum Endspiel, Berlin (Wagenbach) 2007.
- Galilei der Künstler. Der Mond, die Sonne, die Hand, Berlin (Akademie) 2007.
- Der Künstler als Verbrecher. Ein Element der frühmodernen Rechts- und Staatstheorie, München (Carl Friedrich von Siemens-Stiftung) 2008.
- Michelangelo. Fünf Essays, Berlin (Wagenbach) 2009.
- Theorie des Bildakts. Frankfurter Adorno-Vorlesungen 2007, Berlin (Suhrkamp) 2010. Der Bildakt, 2015.
  - Théorie de l'acte d'image Paris (La Découverte) 2015 (trad. de l'allemand par F. Joly)
- Leibniz und die Revolution der Gartenkunst. Herrenhausen, Versailles und die Philosophie der Blätter, Berlin (Wagenbach) 2012.
  - Leibniz, Herrenhausen et Versailles. Le jardin à la française, un parcours de la modernité, Paris (les Presses du réel) 2013 (trad. de l'allemand par Christian Joschke)
- Der schwimmende Souverän. Karl der Große und die Bildpolitik des Körpers, Berlin (Wagenbach) 2014.
- Galileis denkende Hand. Form und Forschung um 1600, Berlin, Boston (de Gruyter) 2015.
- (avec Claudia Wedepohl): Warburg, Cassirer und Einstein im Gespräch. Kepler als Schlüssel der Moderne, Berlin (Wagenbach) 2015.
- Das Beispiel Palmyra, Köln (Walther König) 2016.
- Der Behemoth. Metamorphosen des Anti-Leviathan (Carl-Schmitt-Vorlesungen), Berlin (Duncker & Humblot) 2016.
- Marburg als geistige Lebensform. Versuch über Martin Warnke aus Anlass seines achtzigsten Geburtstags am 12. Oktober 2017, Göttingen (Ulrich Keicher) 2017.
- Berlin am Mittelmeer. Kleine Architekturgeschichte der Sehnsucht nach dem Süden, Berlin (Wagenbach) 2018.
- Aby Warbug, der Indianer. Berliner Erkundungen einer liberalen Ethnologie, Berlin (Wagenbach) 2019.

### Articles en ligne (sélection)
- Avec Christian Joschke, « De l’histoire sociale à la Bildwissenschaft avec Marx, Benjamin et Warburg », Perspective, 2 | 2018, 105-122, mis en ligne le 30 juin 2019, consulté le 28 janvier 2022, site  journals.openedition.org ; DOI :  .

## Distinctions et prix
- 2001 : Prix Sigmund Freud de prose scientifique de l'Académie allemande des langues et de poésie de Darmstadt
- 2004 : Prix Aby M. Warburg de la ville de Hambourg
- 2006 : Prix Max Planck Science de la société Max Planck et de la Fondation Humboldt
- 2009 : Prix Richard Hamann de la Philipps-Universität Marburg pour ses réalisations scientifiques exceptionnelles en histoire de l'art
- 2010 : Prix Meyer Struckmann pour la recherche en sciences humaines et sociales
- 2010 : membre à part entière de l'Academia Europaea
- 2012 : Prix Fritz Winter de la Fritz Winter Foundation
- 2012 : Prix scientifique de Berlin
- 2014 : Pour le Mérite
- 2015 : Ordre du mérite de la République fédérale d'Allemagne avec étoile
- 2016 : Membre de l'Académie américaine des arts et des sciences
- 2017 : Prix Schiller de la ville de Marbach